# Hawke’s Bay Rugby Union
Die Hawke’s Bay Rugby Union (HBRU) ist der Rugby-Union-Provinzverband der Region Hawke’s Bay auf der Nordinsel Neuseelands. Die Auswahlmannschaft des Verbandes in der nationalen Meisterschaft ITM Cup trägt ihre Heimspiele im McLean Park in der Stadt Napier aus.
Hawke’s Bay war zweimal im Besitz des Ranfurly Shield, von 1922 bis 1927 (24 Mal verteidigt) sowie von 1966 bis 1969 (21 Mal verteidigt). Die HBRU fusionierte 1997 mit der Manawatu Rugby Union. Der neue Verband Central Vikings Rugby Union bestand jedoch nur ein Jahr lang und trennte sich wieder.
Spieler von Hawke’s Bay sind berechtigt, in der internationalen Liga Super Rugby zu spielen und werden von den Hurricanes aufgeboten.

## Erfolge
- Inhaber des Ranfurly Shield in den Jahren 1922–1927 und 1966–1969

## Bekannte ehemalige und aktuelle Spieler
- Maurice Brownlie
- Israel Dagg
- Kahn Fotuali’i
- Zac Guildford
- George Nepia
- Mark Shaw
- Kel Tremain
- Brodie Retallick